# Dilemma (Lied)
Dilemma ist ein Lied des US-amerikanischen Rappers Nelly, das er zusammen mit der R&B-Sängerin Kelly Rowland aufnahm. Der Song ist die dritte Singleauskopplung seines zweiten Studioalbums Nellyville und wurde am 25. Juni 2002 veröffentlicht. Er ist auch auf dem wenig später erschienenen Debütalbum Simply Deep von Kelly Rowland enthalten.

## Inhalt
Dilemma handelt von der unerfüllten Liebe zwischen einem Mann und einer Frau, die bereits in einer festen Beziehung mit jemand anderem ist und ein Kind hat. So singt Kelly Rowland im Refrain, dass sie nicht anders kann und immer an ihn denke, selbst wenn sie mit ihrem Mann zusammen ist. Nelly rappt die Strophen in der Rolle des Verehrers und meint, er sei ebenso verrückt nach ihr, doch wolle er keine glückliche Familie zerstören und werde warten und da sein, falls ihr Mann sie schlecht behandle.

„No matter what I do (woo!)

All I think about is you

Even when I’m with my boo

Boy, you know I’m crazy over you“

## Produktion
Dilemma wurde von den US-amerikanischen Musikproduzenten Antoine Macon und Ryan Bowser produziert. Dabei verwendeten sie ein Sample des Songs Love, Need and Want You der US-amerikanischen Soul-Sängerin Patti LaBelle.

## Musikvideo
Bei dem zu Dilemma gedrehten Musikvideo führte Benny Boom Regie. Es wurde vom 19. bis 21. August 2002 auf einer Backlot-Straße der Universal Studios Hollywood gedreht. Darin übernahm der damalige NBA-Spieler Larry Hughes die Rolle von Kelly Rowlands Freund, während Patti LaBelle, deren Lied für Dilemma gesampelt wurde, ihre Mutter spielt. Auf YouTube verzeichnet das Video knapp 1,4 Milliarden Aufrufe (Stand Juni 2023).
Es spielt in der fiktionalen afro-amerikanischen Stadt Nellyville und zu Beginn wird der gleichnamige Song vom zugehörigen Album als Intro gespielt, während die Nachbarschaft gezeigt wird. Danach orientiert sich die Handlung am Text von Dilemma. So zieht Kelly Rowland mit ihrer Mutter neu in die Gegend und gegenüber von Nellys Haus ein. Dieser wird sofort auf sie aufmerksam, stellt sich bei ihr vor und hilft beim Einzug. Anschließend werfen sich beide vor ihren Häusern verträumte Blicke zu. Wenig später fährt jedoch Kellys Freund im Auto vor und holt sie ab. Abends kommt Kelly allein mit dem Auto zurück und bittet Nelly, einzusteigen. Sie fahren kurz durch die Vorstadt, halten an und tanzen innig miteinander auf der Straße. Weitere Szenen zeigen Kelly, die in ihrem Haus am Fenster steht und zu Nelly hinuntersieht, sich jedoch nicht mit ihm treffen kann. Gegen Ende des Videos sehen sich beide in einer Warteschlange vor einem Kino wieder. Kelly, die mit ihrem Freund da ist, blickt dabei eifersüchtig zu Nelly, der nun mit einer anderen Frau zusammen ist. Im Abspann tanzen jedoch Kelly und Nelly wieder auf der Straße, während sie von ihrer Mutter ins Haus gerufen wird.

## Single

### Covergestaltung
Das Singlecover zeigt Nelly, der einen weißen Hoodie sowie ein Pflaster auf der Wange trägt und den Betrachter mit ernstem Blick ansieht. Im oberen Bildteil befinden sich die Schriftzüge Nelly in Schwarz und Dilemma in Rot sowie deutlich kleiner der Zusatz Featuring Kelly Rowland From Destiny’s Child in Schwarz. Der Hintergrund ist komplett weiß gehalten.

### Titelliste
1. Dilemma (Radio Edit) – 3:59
2. Dilemma (DJ Desue Remix) – 4:15
3. Dilemma (Jason Nevins Remix Edit) – 4:30
4. Kings Highway – 5:31
5. Dilemma Video (Enhanced) – 4:42

### Chartplatzierungen
Dilemma stieg am 28. Oktober 2002 auf Platz 2 in die deutschen Charts ein und erreichte zwei Wochen später die Chartspitze, an der es sich zwei Wochen hielt. Insgesamt konnte sich der Song 20 Wochen lang in den Top 100 halten, davon zwölf Wochen in den Top 10. In den deutschen Jahrescharts 2002 belegte die Single Platz 15. Ebenfalls Rang 1 erreichte Dilemma unter anderem in den Vereinigten Staaten, im Vereinigten Königreich, in der Schweiz, den Niederlanden und Australien. In den Vereinigten Staaten konnte der Song sich zehn Wochen an der Chartspitze halten.
| ChartsChartplatzierungen       | Höchstplatzierung | Wochen |
| ------------------------------ | ----------------- | ------ |
| Deutschland (GfK)              | 1 (20 Wo.)        | 20     |
| Österreich (Ö3)                | 2 (20 Wo.)        | 20     |
| Schweiz (IFPI)                 | 1 (26 Wo.)        | 26     |
| Vereinigte Staaten (Billboard) | 1 (29 Wo.)        | 29     |
| Vereinigtes Königreich (OCC)   | 1 (24 Wo.)        | 24     |

| ChartsJahrescharts (2002)      | Platzierung |
| ------------------------------ | ----------- |
| Deutschland (GfK)              | 15          |
| Österreich (Ö3)                | 45          |
| Schweiz (IFPI)                 | 6           |
| Vereinigte Staaten (Billboard) | 4           |
| Vereinigtes Königreich (OCC)   | 4           |

| ChartsJahrescharts (2000–2009) | Platzierung |
| ------------------------------ | ----------- |
| Vereinigte Staaten (Billboard) | 11          |

### Auszeichnungen für Musikverkäufe
Dilemma wurde noch im Erscheinungsjahr für mehr als 250.000 Verkäufe in Deutschland mit einer Goldenen Schallplatte ausgezeichnet. Im Vereinigten Königreich erhielt der Song 2022 für über 1,8 Millionen verkaufte Exemplare eine dreifache Platin-Schallplatte.

| Land/Region                  | Auszeichnungen für Musikverkäufe (Land/Region, Auszeichnung, Verkäufe) | Verkäufe  |
| ---------------------------- | ---------------------------------------------------------------------- | --------- |
| Australien (ARIA)            | 3× Platin                                                              | 210.000   |
| Belgien (BRMA)               | Platin                                                                 | 50.000    |
| Brasilien (PMB)              | Gold                                                                   | 30.000    |
| Dänemark (IFPI)              | Platin                                                                 | 90.000    |
| Deutschland (BVMI)           | Gold                                                                   | 250.000   |
| Frankreich (SNEP)            | Gold                                                                   | 250.000   |
| Italien (FIMI)               | Gold                                                                   | 35.000    |
| Japan (RIAJ)                 | Platin (Mobile Downloads) · + Diamant (Ringtone)                       | 1.250.000 |
| Neuseeland (RMNZ)            | 5× Platin                                                              | 150.000   |
| Niederlande (NVPI)           | Gold                                                                   | 40.000    |
| Norwegen (IFPI)              | 2× Platin                                                              | 20.000    |
| Österreich (IFPI)            | Gold                                                                   | 20.000    |
| Schweden (IFPI)              | Gold                                                                   | 15.000    |
| Schweiz (IFPI)               | Platin                                                                 | 40.000    |
| Spanien (Promusicae)         | Gold                                                                   | 30.000    |
| Vereinigtes Königreich (BPI) | 3× Platin                                                              | 1.800.000 |
| Insgesamt                    | 8× Gold · 17× Platin · 1× Diamant ·                                    | 4.280.000 |

Hauptartikel: Nelly (Rapper)/Auszeichnungen für Musikverkäufe
Bei den Grammy Awards 2003 erhielt Dilemma den Preis in der Kategorie Best Rap/Sung Collaboration und wurde zudem als Record of the Year nominiert.